# Mari Ángeles del Valle
Mari Ángeles del Valle, eigentlich Maria de los Ángeles del Valle Casado (* 28. Januar 1993 in Paterna del Campo, Spanien) ist eine spanisch-deutsche Saxophonistin mit Lehrauftrag an der Hochschule für Musik und Tanz Köln (Hfmt). Sie erhielt internationale Ehrungen und Auszeichnungen, einschließlich des ersten Preises für die beste Holzbläserin im spanischen Intercentros-Melómano Wettbewerb, eine der wichtigsten Auszeichnungen für dieses Instrument. Sie war 2022 Semi-Finalistin des Deutschen Musikwettbewerbs und sitzt selbst in der Jury der Fanny Mendelssohn International Competition.

## Werdegang
Mari Ángeles del Valle begann ihre musikalische Ausbildung im Alter von 5 Jahren am örtlichen Grundschulkonservatorium. Bald wählte sie das Saxophon als ihr primäres Instrument und wechselte sie an die größere Musikschule im etwas weiter entfernten Bollullos par del Condado. Am 15. August 1999 gab sie im Alter von 8 Jahren ihr erstes Konzert in Sevilla und konzertierte fortan regelmäßig innerhalb Andalusiens, wo sie auch erste Preise bei Musikwettbewerben gewann. Als zwölfjährige spielte sie zum ersten Mal als Solistin mit Orchester bei einem Konzert. Im selben Jahr wechselte sie an das Conservatorio Profesional de Música de Huelva „Javier Perianes“ in Huelva, wo sie ihre weitere außeruniversitäre, musikalische Ausbildung absolvierte. Neben ihrem intensiven Engagement für das Saxophon war sie immer eine leidenschaftliche Sportlerin, spielte in ihrem Heimatdorf Basketball und gewann regionale Schwimmwettbewerbe.
Nach dem Abschluss der Mittelstufe mit Bestnoten begann sie ein Hochschulstudium am Conservatorio Superior de Música Manuel Castillo in Sevilla. Nebenbei studierte sie Psychologie. Für ihren ersten Masterabschluss – Musikperformance mit Schwerpunkt Saxophon – erhielt sie mit einstimmigem Beschluss der Jury der Universität den Grad „Sobresaliente“, zu Deutsch: „Herausragend“.

2015 wechselte del Valle an die Hochschule für Musik und Tanz Köln (Hfmt), um dort mit Daniel Gauthier, dem ersten deutschen Lehrstuhlinhaber für Saxophon, zu arbeiten. Sie studierte Harmonielehre, Kontrapunkt, Dirigieren und Komponieren und schloss ihr Konzertexamen wiederum mit Auszeichnung ab. Seit Oktober 2021 ist del Valle Dozentin mit einem Lehrauftrag an der Hfmt in Köln.

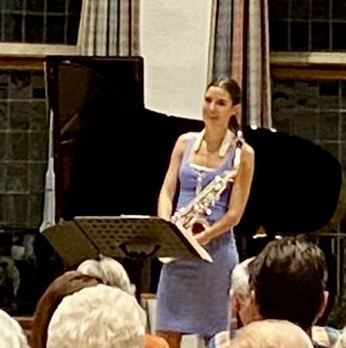
Mari del Valle bei einem Konzert mit Saxophon und Piano in Werne 2020

Während ihres Studiums konzertierte sich del Valle auf verschiedenen Kammermusikbühnen. Sie gründete mehrere Formationen und Ensembles, bis sie schließlich mit dem Pianisten Konstantin Zvyagin ein bis zu Beginn der Covid-19-Pandemie bestehendes Duo gründete und auf diversen Bühnen in Deutschland auftrat. Mit dem Five Reeds Quintett spielt sie eine seltenen Holzbläserformation bestehend aus Oboe, Saxophon, Fagott, Bassklarinette und Klarinette. In einer weiteren wiederkehrende Formation, dem Trio Odelya, widmet sie sich der Contemporary Art. Das Trio spielte das Eröffnungskonzert der AvantGarten bei die Muziek Biennale 2022 im Schloss Liedberg, ein Festival für Neue Musik und Klangcollagen. Weitere Festspielteilnahmen erfolgten beim spanischen Festival Isla Christina mit Pianobegleitung und den Literatur- und Musikfestspielen Wege-durch-das-Land als Solistin.
Als Solistin gewann Mari del Valle Preise bei internationalen Wettbewerben und erhielt Stipendien der Alexander-von-Humboldt-Stiftung und der Dörken-Stiftung. Im Jahr 2022 durchlief sie die ersten drei Runden des Deutschen Musikwettbewerbs und war eine der 17 verbliebenen Solisten des am 8. August 2022 im Augustinum in Bonn stattfindenden Halbfinales. Wie bei den vorangegangenen 10 Wettbewerbsjahren wurde auch 2022 kein Saxophonsolo für das Finale berücksichtigt. Durch den Gewinn des Preises der Stiftung Dörken platzierte sie sich als Solistin mit Orchester bei Auftritten in der Alten Oper in Frankfurt, der Elbphilharmonie in Hamburg und der Berliner Philharmonie, die aufgrund der Covid-19-Pandemie jedoch abgesagt wurden. Neben der Arbeit als Solistin wurde del Valle u. a. vom Staatsorchester Rheinischen Philharmonie für die 2023 im Theater Koblenz aufgeführte Oper Nixon in China und vom Notabu-Ensemble für Neue Musik für Konzerte in der Tonhalle in Düsseldorf engagiert.
Die Bandbreite des Repertoires von Mari del Valle umfasst neben Werken des Barocks, der Klassik und der Romantik aufgrund ihrer intensiven Ausbildung in Neuer Musik auch die für Künstler wie Hörer gleichermaßen anspruchsvolle Impressionistische und zeitgenössische Musik. In diesem Zusammenhang arbeitete sie mit den Komponisten John Axelrod und Hernández Silva.

## Rezension
- Das Opernmagazin: Mari Ángeles del Valle beeindruckte durch unfassbar virtuose Läufe, einen unglaublichen Tonumfang ihres Instrumentes und einen faszinierenden Klang, viel weicher als eine Flöte; Hartlapp-Lindemeyer, 4. Januar 2022.[12]
- Badische Zeitung: Spanische Klänge, mal sanft, mal feurig. [...] voller Brillanz und Virtuosität. Rhythmisch akzentuiert, in funkelndem Spielwitz und Elan spielte das Duo die mit Jazz- und Swing-Elementen durchsetzte Hot Sonata von Erwin Schulhoff von 1930; Frey,  28. Oktober 2021.[13]
- Westfalen-Blatt: Vor ausverkauftem Haus [...] erzeugt sie zauberhaft orientalisch angehauchte Klänge, wechselt zu temporeichen Tonkaskaden und experimentellen Passagen jenseits aller Schranken herkömmlicher Ästhetik; Johannes Gerhards, 22. Mai 2022.
- O-Ton Kulturmagazin mit Charakter: Man muss nicht viel vom Saxophon-Spiel verstehen, um zu begreifen, dass Mari Ángeles del Valle [...] nicht nur das Instrument in Perfektion beherrscht, sondern auch das Zeug zur virtuosen Interpretation hat.[14]
- Verlagshaus Jaumann, Weiler Zeitung: Heiße Rhythmen aus Spanien. Del Valle spielt [...] mit farbiger, lebhafter und leichter Artikulation samt der passenden iberischen Herbheit und Lyrik; Scharf, 26. Oktober 2021.[15]
- Scherzo (Madrid): Magníficas regulaciones dinámicas y fraseo cadencioso y elegante [...] estuvieron brillantes [...] con ágiles cambios de ritmo y de color y precisos saltos interválicos; Andrés Moreno Mengíbar, 6. August 2021.[16]
- Kölner Stadt-Anzeiger: Ein packendes musikalisches Kaleidoskop, das die Zuhörer mitriss; Peters, 30. Mai 2018.

## Auszeichnungen & Finalteilnahmen
- 2023: Jury Member der Fanny Mendelssohn International Competition
- 2022: Halbfinale des Deutschen Musikwettbewerbs.
- 2018: Dritter Preis Concours International Adolphe Sax.[17]
- 2018: Dritter Preis beim Pariser Adolphe-Sax-Wettbewerb L'Hay les Roses.[18]
- Erster Preis im internen Wettbewerb der Hochschule für Musik und Tanz Köln
- 2014: Beste Holzbläserin, Intercentros-Melómano.[19]
- 2011: Gewinnerin des Kammermusikwettbewerbs Valverde del Camino, Aracena und Nerva.[6]
- 2010: Finalteilnahme beim Kammermusikwettbewerb Valverde del Camino, Aracena und Nerva.[6]

## Trivia
In einem Interview mit dem Onlinemagazin Saxrules beschreibt Mari del Valle den Alltag an der Hochschule für Musik und Tanz Köln als alles andere als alltäglich. Man müsse sich unentwegt auf Hochtouren vorbereiten und wisse nie, welchen Unterricht man am nächsten Tag bekomme. Gleichzeitig sei eine der größten Herausforderungen des Studiums, die Formalitäten mit der Universität zu bewältigen, und zwar in selbst für Muttersprachler schwer zu verstehendem Bürokratendeutsch. Trotzdem sei es die beste Entscheidung ihres Lebens gewesen, in die kulturell sehr bedeutende Stadt Köln gekommen zu sein.